# Rauni Corona
La Rauni Corona è una struttura geologica della superficie di Venere.